# Millbrook (Western Australia)
Millbrook ist ein Ort im australischen Bundesstaat Western Australia. Er liegt etwa zehn Kilometer nördlich von Albany. Der Ort liegt im traditionellen Siedlungsgebiet des Aborigines-Stammes der Mineng.

## Geografie
Südlich des Ortes liegen Willyung und King River, östlich Napier und nördlich und westlich Green Valley.
Die Millbrook Road führt vom South Coast Highway, der Albany mit Esperance verbindet, nach Millbrook.

## Bevölkerung
Der Ort Millbrook hatte 2016 eine Bevölkerung von 272 Menschen, davon 54,4 % männlich und 45,6 % weiblich. Von ihnen sind 1,1 % (drei Personen) Aborigines oder Torres Strait Islanders.
Das durchschnittliche Alter in Millbrook liegt bei 44 Jahren, sechs Jahre mehr als der australische Durchschnitt von 38 Jahren.